# BRCA2
乳腺癌二号基因（BRCA2）是一种导致乳腺癌的蛋白质基因，在人体中表达为编码BRCA2的基因其与BRCA1一起构成了乳腺癌的主要致病基因。
BRCA1与BRCA2是两种不相关的蛋白质，但通常都在乳房与其他细胞组织中出现。它们可帮助修复DNA，也可在无法修复DNA的情况下破坏细胞。它们参与染色体损伤的修复，在DNA双链断裂的无错修复中起着重要作用。如果BRCA1或BRCA2本身因BRCA突变而受损，则受损的DNA无法正确修复，这会增加患乳腺癌的风险。BRCA1和BRCA2被描述为“乳腺癌易感基因”和“乳腺癌易感蛋白”。主要的等位基因具有正常的肿瘤抑制功能，而这些基因中的高渗透性突变会导致肿瘤抑制功能的丧失，这与患乳腺癌的风险增加相关。
BRCA2基因位于第十三号染色体的长q臂12.3位（13q12.3）。人类参考 BRCA 2 基因包含 27 个外显子，该 cDNA 有 10,254 个碱基对编码 3418 个氨基酸的蛋白质。